# إريك بيدرسن
إريك بيدرسن (بالنرويجية البوكمول: Erik Pedersen)‏ (11 أكتوبر 1967 في النرويج - ) هو لاعب كرة قدم نرويجي في مركز الظهير. شارك مع منتخب النرويج لكرة القدم. أما مع النوادي، فقد لعب مع ترومسو إيدريتسلاغ ودندي يونايتد ونادي أود ونادي فيكينغ وPors Fotball ‏.

## وصلات خارجية
- إريك بيدرسن على موقع اتحاد النرويج (النرويجية)
- إريك بيدرسن على موقع قاعدة بيانات كرة القدم.إي يو (الإنجليزية)
- إريك بيدرسن على موقع ناشيونال فوتبول تيمز (الإنجليزية)
- إريك بيدرسن على موقع Soccerbase.com (لاعب) (الإنجليزية)
- إريك بيدرسن على موقع عالم كرة القدم.نت (الإنجليزية)